# Pawłowice Śląskie
Pawłowice Śląskie – stacja kolejowa w Pawłowicach, w województwie śląskim, w Polsce. Znajduje się na wysokości 280 m n.p.m.

## Historia
Stacja powstała 15 sierpnia 1910 gdy otwarto odcinek z Żor do Pawłowic linii kolejowej z Orzesza (linia nr 159). 1 czerwca 1911 linię przedłużono do Jastrzębia. Stacja stała się węzłową w roku 1924 gdy powstała linia kolejowa z Pawłowic do Chybia, 14 maja 1927 przedłużona do Skoczowa (linia nr 157). Elektryfikacji dokonano 27 grudnia 1973. 18 lutego 2001 zamknięto dla ruchu pasażerskiego odcinek Jastrzębie Zdrój - Pawłowice. Od stycznia 2002 roku nie zatrzymują się tu żadne pociągi pasażerskie (ruch został zawieszony).

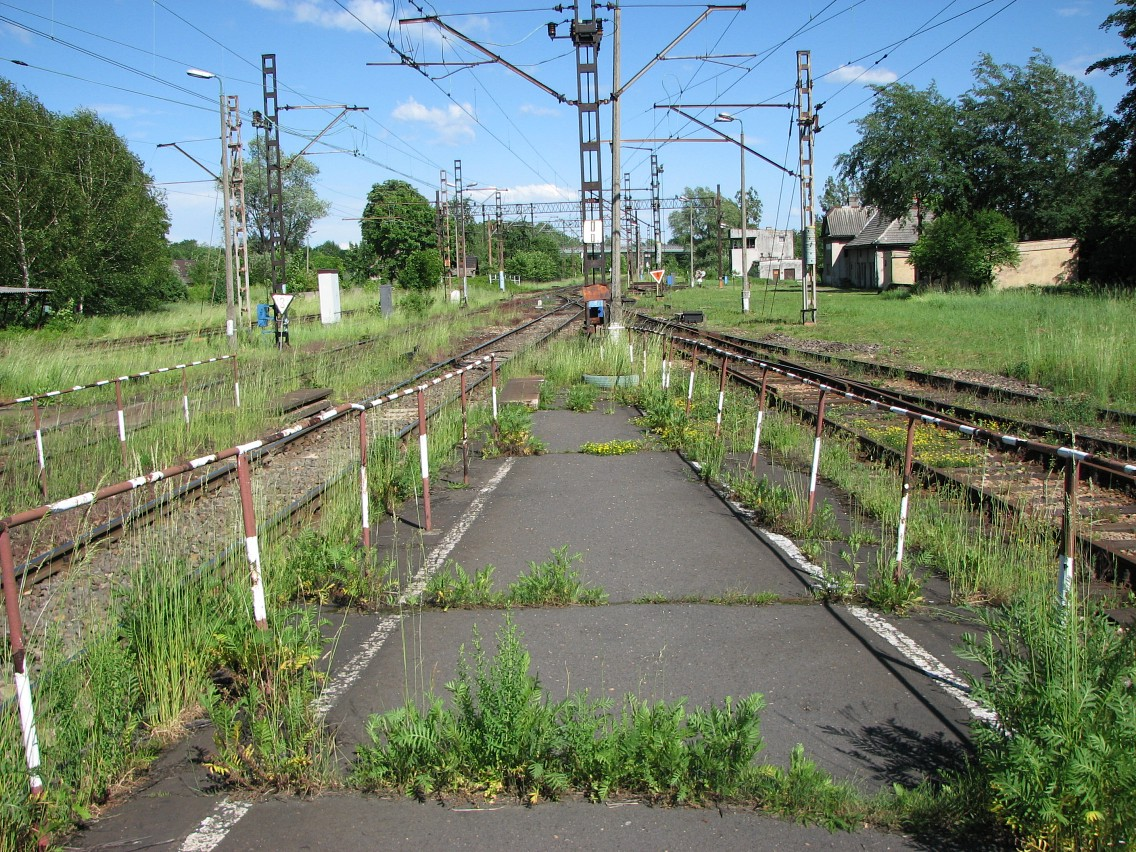
Wyjście z peronu
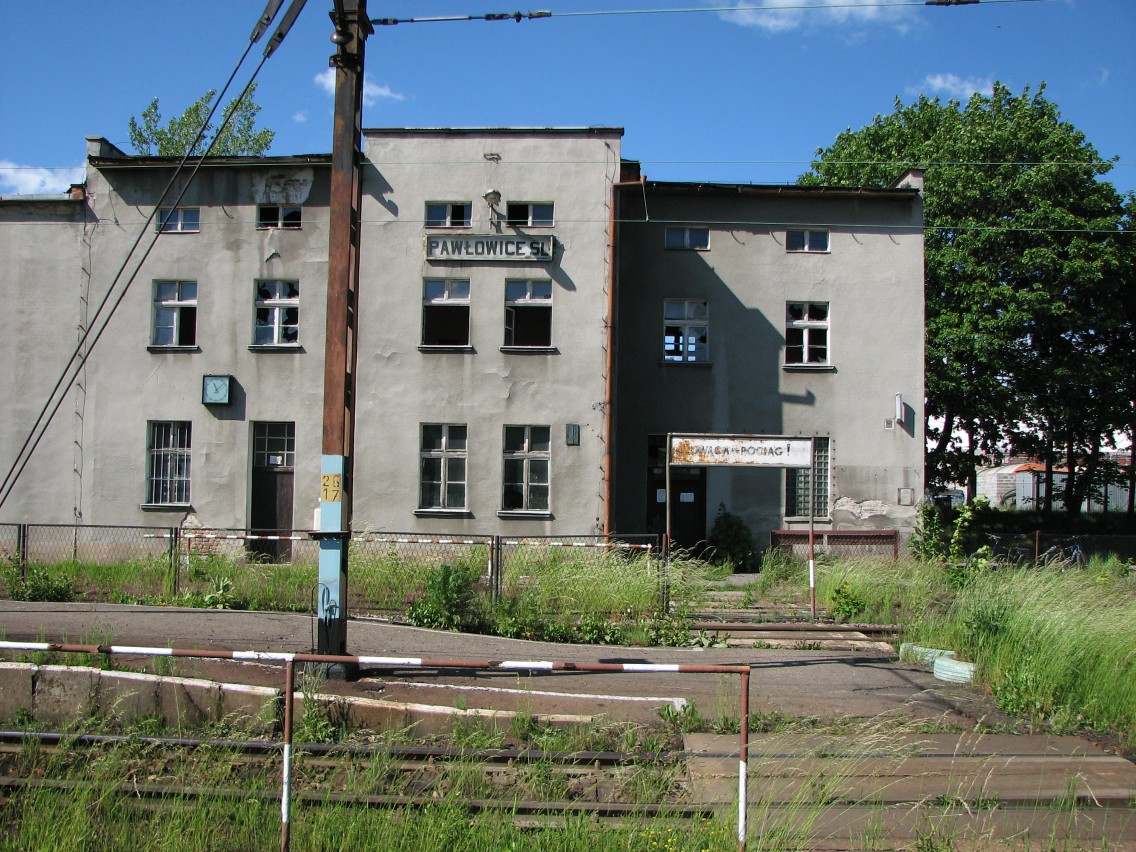
Budynek stacyjny
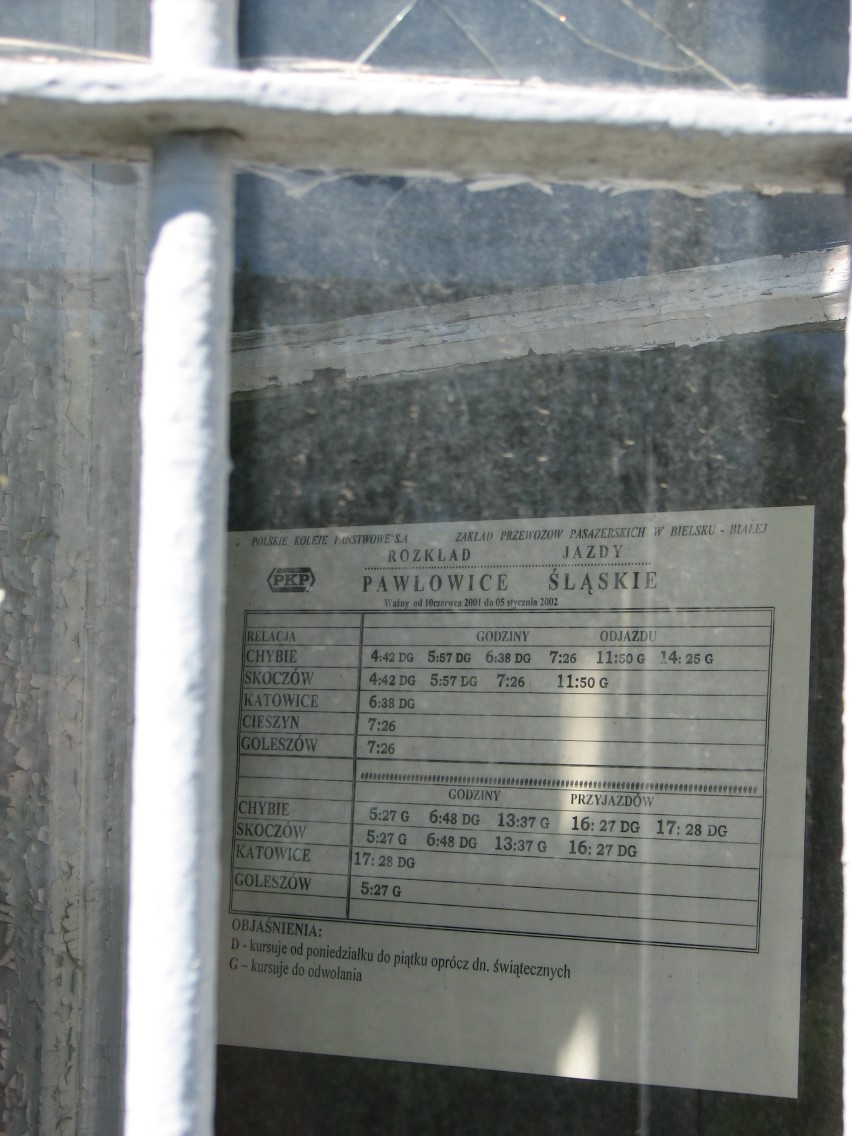
Ostatni rozkład jazdy